# Francolim-camaronês
O francolim-camaronês (Pternistis camerunensis) é uma espécie de ave da família Phasianidae.
Apenas pode ser encontrada nos Camarões.
Os seus habitats naturais são: regiões subtropicais ou tropicais húmidas de alta altitude.
Está ameaçada por perda de habitat.